# Amalie Materna
Amalie Materna (Sankt Georgen an der Stiefing, 10 luglio 1844 – Vienna, 18 gennaio 1918) è stata un soprano e insegnante austriaca.
Pur possedendo una voce notoriamente potente, la Materna mantenne anche un timbro vocale giovane e brillante per tutta la sua carriera, che ha attraversato tre decenni. Oggi è ricordata soprattutto per aver creato diversi ruoli in opere di Richard Wagner.

## Biografia
Amalie Materna fece il suo debutto professionale al Teatro Thalia di Graz nel 1865. Quindi sposò Karl Friedrich, un attore e si fidanzò con lui cantando operette nei teatri suburbani vicino a Vienna e al Carltheater di Vienna. Debuttò alla Wiener Staatsoper nel 1869, cantando Selika in L'africana di Giacomo Meyerbeer. Ben accolta dalla gente, la Materna divenne un artista regolare alla corte di Vienna per i successivi 25 anni. Le sue esibizioni degne più importanti comprendono Amneris nella prima rappresentazione di Vienna dell'Aida nel 1874 e il ruolo da protagonista all'anteprima de La regina di Saba di Karl Goldmark, il 10 marzo 1875.
Amalie Materna era forse la più ammirata per le sue interpretazioni delle opere di Richard Wagner. Cantò il ruolo di Brünnhilde nel primo Ciclo dell'Anello completo a Bayreuth (1876), apparendo anche nelle prime esibizioni di Vienna de La Valchiria (1877) e Sigfrido (1878) e nel primo Ciclo dell'Anello di Berlino al Teatro Vittoria (1881). Nel 1882 creò il ruolo di Kundry nel Parsifal a Bayreuth, ripetendo il ruolo lì in ogni festival fino al 1891.
Nel 1884 la Materna visitò gli Stati Uniti con Hermann Winkelmann ed Emil Scaria. Entrò nelle file del Metropolitan Opera l'anno successivo facendo il suo debutto il 5 gennaio 1885 come Elisabeth nel Tannhäuser. Altri suoi ruoli al Met comprendono Valentine ne Gli ugonotti, Rachel in La juive e Brünnhilde in La Valchiria. Scrivendo sul New York Times, W.J. Henderson descrisse la sua Brünnhilde come "un ritratto di celebrità mondiale e le sue scene impressionanti con Siegmund e Wotan ieri sera, scene in cui il suo sentimento profondo, i toni espressivi e l'aspetto maestoso... di cui si era sentito parlare abbastanza, tanto quanto della bellezza e del volume della sua voce, erano attesi con una sicurezza che era pienamente giustificata dall'evento".
Tornò a Vienna più tardi nel 1885 e lì apparve in numerose produzioni per i successivi nove anni. La sua ultima esibizione a Vienna fu come Elisabetta il 31 dicembre 1894. Dopo il suo ritiro, insegnò canto a Vienna, dove fece un'ultima apparizione pubblica nel 1913, cantando Kundry in un concerto per commemorare il centenario della nascita di Wagner.

## Galleria di ruoli
|  |  |  |
|  |  |  |

## Repertorio
| Ruolo                   | Titolo                  | Autore    |
| ----------------------- | ----------------------- | --------- |
| Amalia                  | Gustavo III             | Auber     |
| Leonora                 | Fidelio                 | Beethoven |
| Zaida                   | Don Sebastiano          | Donizetti |
| Alceste                 | Alceste                 | Gluck     |
| Armida L'Odio           | Armida                  | Gluck     |
| Ifigenia                | Ifigenia in Tauride     | Gluck     |
| La Regina               | La regina di Saba       | Goldmark  |
| Hermosa                 | Il tributo di Zamora    | Gounod    |
| Rachel                  | La Juive                | Halévy    |
| La Regina               | Hans Heiling            | Marschner |
| Alice                   | Roberto il diavolo      | Meyerbeer |
| Valentina               | Gli ugonotti            | Meyerbeer |
| Berta                   | Il profeta              | Meyerbeer |
| Sélika                  | L'africana              | Meyerbeer |
| Elettra                 | Idomeneo                | Mozart    |
| Contessa d'Almaviva     | Le nozze di Figaro      | Mozart    |
| Donna Anna Donna Elvira | Don Giovanni            | Mozart    |
| Seconda dama            | Il flauto magico        | Mozart    |
| Sesto                   | La clemenza di Tito     | Mozart    |
| Gertrude                | Hamlet                  | Thomas    |
| Amelia Grimaldi         | Simon Boccanegra        | Verdi     |
| Amelia                  | Un ballo in maschera    | Verdi     |
| Aida Amneris            | Aida                    | Verdi     |
| Adriano Colonna         | Rienzi                  | Wagner    |
| Elisabeth Venere        | Tannhäuser              | Wagner    |
| Ortrud                  | Lohengrin               | Wagner    |
| Brunilde                | La Valchiria            | Wagner    |
| Isotta                  | Tristano e Isotta       | Wagner    |
| Brunilde                | Sigfrido                | Wagner    |
| Brunilde                | Il crepuscolo degli dei | Wagner    |
| Kundry                  | Parsifal                | Wagner    |
| Eglantine               | Euryanthe               | Weber     |